# ایستگاه هون-کاواگوئه
ایستگاه هون-کاواگوئه (به ژاپنی: 本川越駅 Honkawagoe-eki) یک ایستگاه قطار وابسته به خط سیبو شینجوکو است که در کاواگوئه، سایتاما قرار دارد و توسط شرکت راه‌آهن سیبو اداره می‌شود.